# Anne Reid
Anne Reid (født 28. maj 1935 i Newcastle upon Tyne) er en engelsk film- og teaterskuespillerinde.
Anne Reid blev tildelt Order of the British Empire i 2010. Hun er blevet nomineret til BAFTA Awards.